# إلينا لوبيز
إلينا لوبيز (بالإسبانية: Elena López) هي لاعبة جمباز إيقاعي إسبانية، ولدت في 4 أكتوبر 1994 في Turís ‏ في إسبانيا.

## وصلات خارجية
- إيلينا لوبيز على موقع الاتحاد الدولي للجمباز (licence) (الإنجليزية)
- إيلينا لوبيز على موقع الاتحاد الدولي للجمباز (biography) (الإنجليزية)
- إيلينا لوبيز على موقع اللجنة الأولمبية الدولية (الإنجليزية)
- إيلينا لوبيز على موقع أوليمبيديا (الإنجليزية)
- إيلينا لوبيز على موقع اللجنة الأولمبية الإسبانية (الإسبانية)